# Ronchères (Yonne)
Ronchères je francouzská obec v departementu Yonne v regionu Burgundsko-Franche-Comté. V roce 2010 zde žilo 114 obyvatel.

## Vývoj počtu obyvatel
Počet obyvatel